# Santo Domingo Latani
Santo Domingo Latani är en ort i Mexiko.   Den ligger i kommunen Santiago Choápam och delstaten Oaxaca, i den sydöstra delen av landet, 400 km sydost om huvudstaden Mexico City. Santo Domingo Latani ligger 783 meter över havet och antalet invånare är 510.
Terrängen runt Santo Domingo Latani är bergig västerut, men österut är den kuperad. Terrängen runt Santo Domingo Latani sluttar österut. Runt Santo Domingo Latani är det glesbefolkat, med 12 invånare per kvadratkilometer. Närmaste större samhälle är La Candelaria, 17,3 km söder om Santo Domingo Latani. I omgivningarna runt Santo Domingo Latani växer i huvudsak städsegrön lövskog.